# Каспар Бартолін (молодший)
Каспар Бартолін-молодший (лат. Caspar Bartholin Secundus; 10 вересня 1655 — 11 червня 1738) — данський анатом, який у 17 столітті вперше описав бартолінові залози. Відкриття бартолінових залоз іноді помилково приписують його дідові.

## Молодість і освіта
Бартолін народився в Копенгагені, Данія. Походив із знатної родини. Він онук теолога та анатома Каспара Бартоліна Старшого (1585—1629) і син лікаря, математика та богослова Томаса Бартоліна (1616—1680). Його дядьком був вчений і лікар Расмус Бартолін (1625—1698).

## Академічна кар'єра

De ovariis mulierum et generationis historia epistola anatomica, 1678

Бартолін почав вивчати медицину в 1671 році у віці 16 років. З 1674 року навчався в Нідерландах, Франції та Італії. Коли він повернувся до Данії в 1677 році, його призначили викладачем натурфілософії в Копенгагенському університеті. Наступного року він отримав медичний ступінь і став професором Копенгагенського університету. У 1677 році він описав бартолінові залози, які носять його ім'я. Він був ректором Копенгагенського університету з 1687 по 1688 рік.
У 1690 році він залишив свою академічну кар'єру, щоб стати суддею високого суду, ставши генеральним прокурором у 1719 році та заступником міністра фінансів у 1724 році. Приблизно в 1696 році французький анатом датського походження Якоб Вінслов (1669—1760) був прозектором Бартоліна. У 1729 році Бартолін отримав орден Даннеброг.

## Хагестедгард

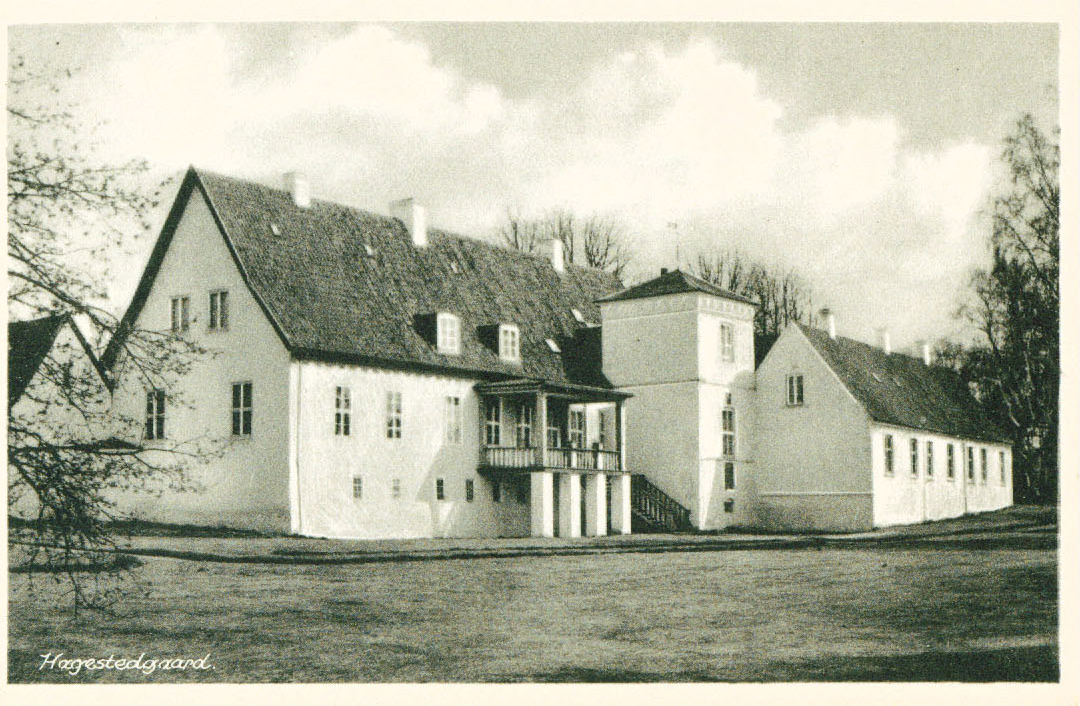
Хагестедгард (бл. 1900)

У 1680 році Бартолін успадкував садибу Хагестедгард і маєток у Холбеку від свого батька. Він продав маєток Лауріцу Якобсену в 1686 році, але знову придбав його в 1695 році. Потім він продав його вдруге Урсулі фон Путбус у 1704 році.

## Роботи
- De tibiis veterum et earum antiquo usu, с. PP7, на «Google Books». Rome: B. Carrara, 1677 (Бартолін писав також про музику)
- De ovariis mulierum et generationis historia epistola anatomica, с. PA1, на «Google Books». Amsterdam: J. H. Wetstein, 1678